# Битва під Дененом

Битва під Дененом — битва між австро-голландською та французькою арміями під час війни за іспанську спадщину, яка відбулась 18-24 липня 1712 року біля міста Денен (фр. Denain).

## Передумови
Після 11 років Війни за іспанську спадщину Франція перебувала у важкому стані — як фінансовому, так і військовому. Після перших перемог Віллара в битвах під Фрідлігеном та Гохштадтом Франція зазнала низки поразок від Євгенія Савойського та герцога Мальборо. В 1708 році після битви при Ауденарде майже всі фортеці на півночі Франції були в руках австро-британської коаліції. Крім того, економічна криза та сувора зима 1708 року призвели до голоду.
В 1709 році командування північною французькою армією було доручено Віллару, який негайно почав реорганізацію війська. Це дало свої наслідки в битві під Мальплаке (в якій Віллар був поранений), в якій французька армія хоча й змушена була відступити, проте завдала важких втрат військам Євгенія Савойського та герцога Мальборо. Союзники не змогли продовжувати наступальні дії. Це стабілізувало становище Франції.
В травні 1712 року Віллар, зібравши 200-тисячну армію, почав наступ вздовж північного кордону поблизу Аррасу та Камбре. В цей час герцог Мальборо був замінений герцогом Ормондом, який отримав секретний наказ не допомагати австрійцям та відвів англійські війська.

План битви під Дененом

## Хід битви
Австро-голландська армія (чисельністю 122 000 чоловік) перейшла ріку Шельда, зайняла Денен та обложила фортецю Ландерсі.
Французька армія під (чисельністю 108 000 чоловік) 18 липня 1712 року форсувала ріку Шельда та, демонструючи наступ з метою деблокування Ландерсі (22-23 липня), змусила противника перекинути головні сили на лівий фланг, що позбавило необхідного прикриття лінії комунікацій та переправи біля Денена.
24 липня Віллар 8 піхотними колонами, маючи в резерві кавалерію, атакував Денен та заволодів містом.
В битві загинуло 2/3 12-тисячного гарнізону Денена. Втрати французів становили 2 000 чоловік.

## Наслідки
Падіння Денена поставило під удар базу союзної армії в Марш'єнні. В цій ситуації Євгеній Савойський зняв облогу Ландерсі та відвів свої війська до Монса та Турна, що зняло загрозу Парижу та врешті сприяло укладенню Утрехтського миру 1713 року.
Битва під Дененом була характерною для кордонної стратегії XVIII століття, яка передбачала завдання головних ударів по фортецях та лініях комунікацій, а не по живій силі противника.